# Neivamyrmex baylori
Neivamyrmex baylori är en myrart som beskrevs av Charles James Watkins 1973. Neivamyrmex baylori ingår i släktet Neivamyrmex och familjen myror. Inga underarter finns listade i Catalogue of Life.

## Bildgalleri

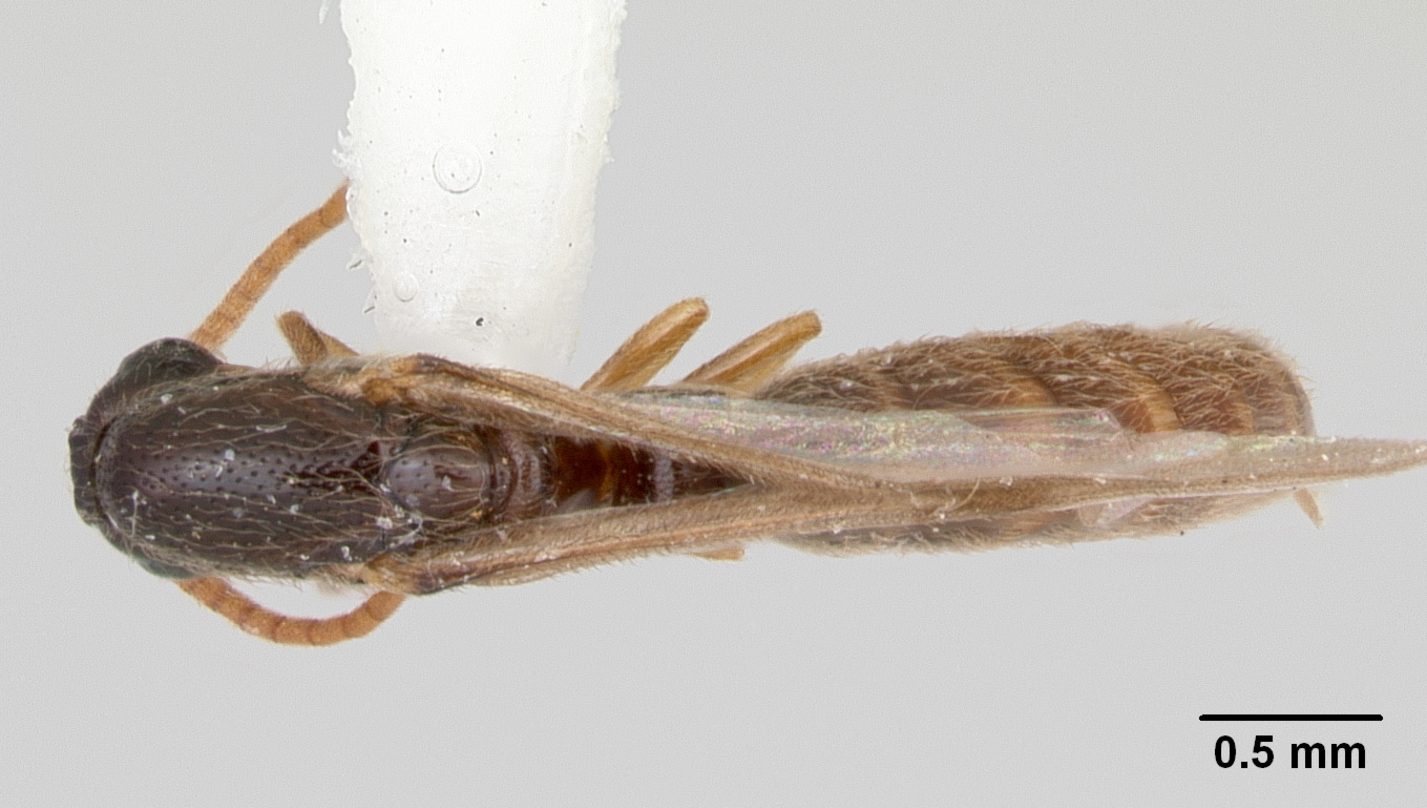
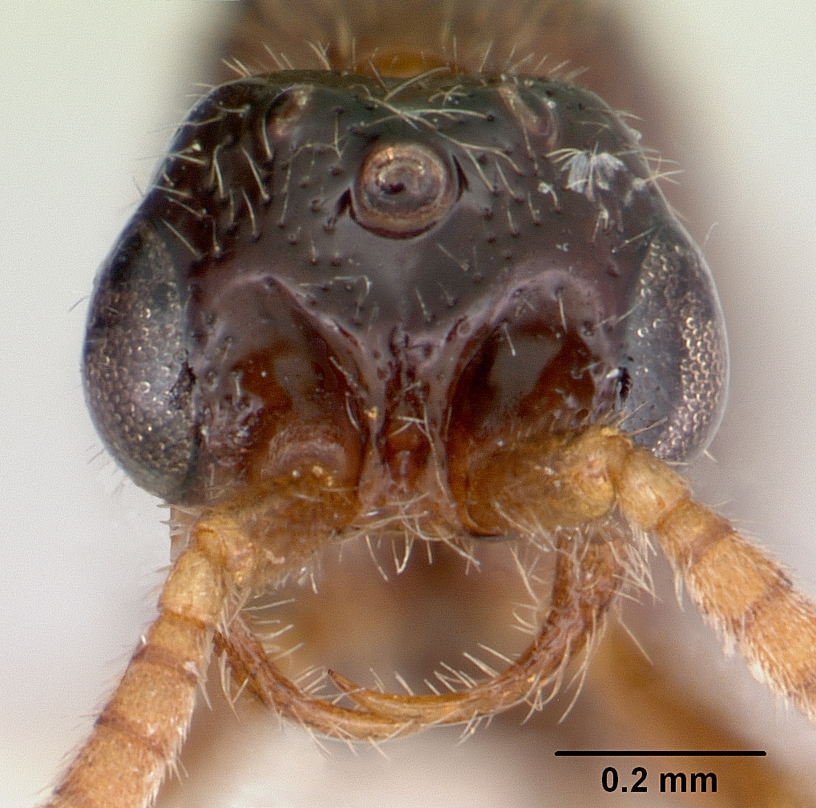
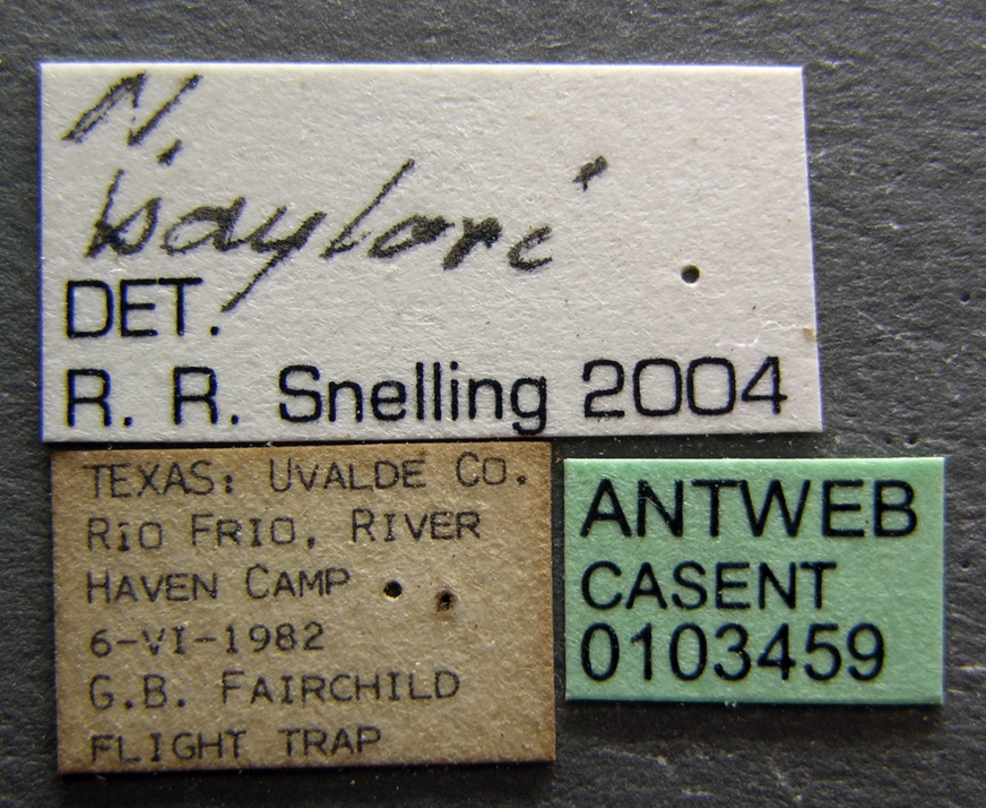
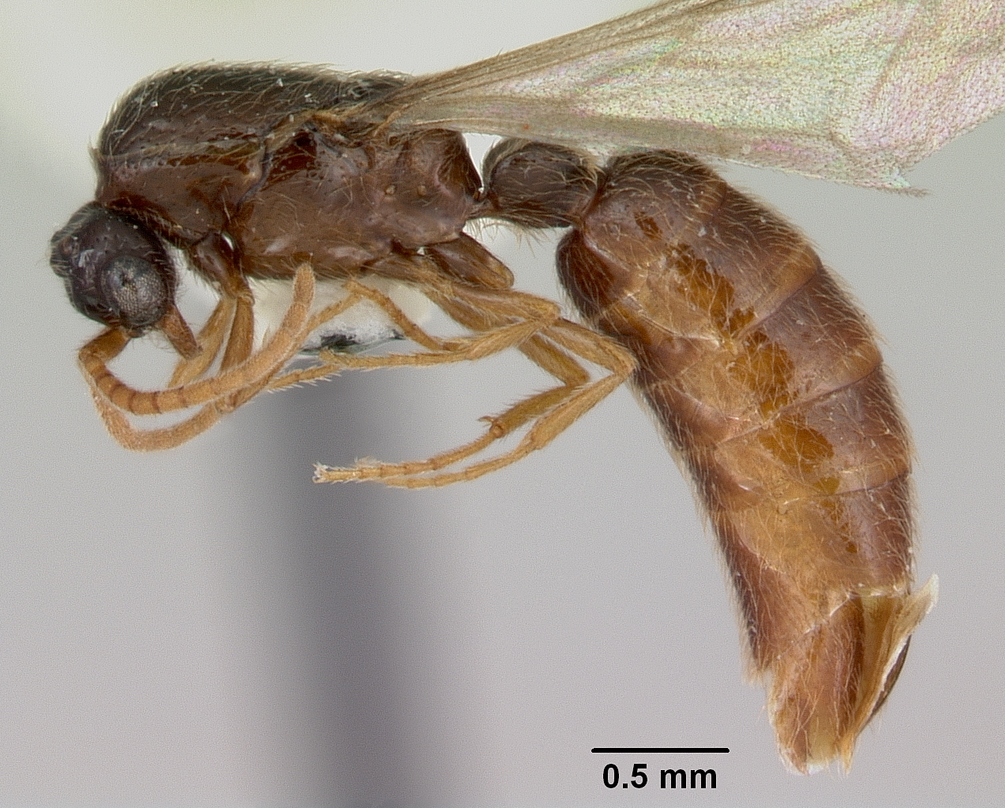
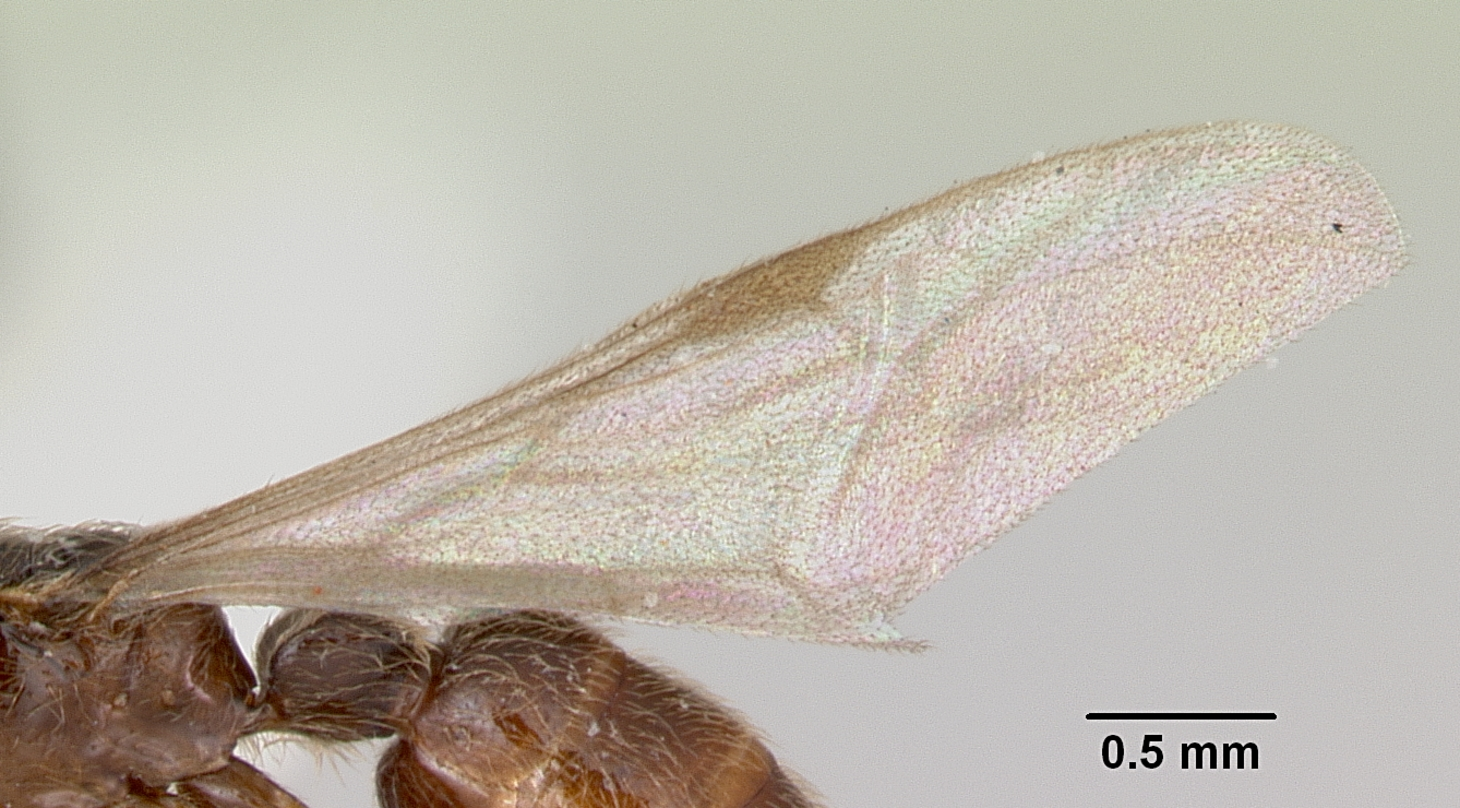